# Mesquita de Porto Alegre
A Mesquita Abu Bakr (do árabe: مسجد أبو بكر), é uma mesquita localizada na rua Dr. Flores, em Porto Alegre, no estado do Rio Grande do Sul.

## Histórico
A sociedade muçulmana porto-alegrense reúne-se desde a década de 1990, atualmente com cerca de 4.000 adeptos ao islamismo,sendo que metade formada por muçulmanos brasileiros.
Com uma arquitetura contemporânea, revela traços da arquitetura brasileira e arquitetura árabe.